# Resolutie 2314 Veiligheidsraad Verenigde Naties
Resolutie 2314 van de Veiligheidsraad van de Verenigde Naties werd unaniem door de VN-Veiligheidsraad aangenomen op 31 oktober 2016. De resolutie verlengde het Gezamenlijk Onderzoeksmechanisme met de Organisatie voor het Verbod op Chemische Wapens (OPCW), dat moest uitmaken welke partij chemische wapens gebruikte in Syrië, met twee weken. De korte verlenging liet toe dat de reikwijdte van het onderzoek werd herbekeken. Op 17 november werd het mechanisme evenwel zonder wijzigingen aan het mandaat opnieuw met een jaar verlengd.

## Standpunten
Na de stemming volgde een debat over de precieze rol en verdere verlengingen van het mechanisme. Het Verenigd Koninkrijk en de Verenigde Staten vonden dat het mechanisme beperkt moest blijven tot Syrië, en niet uitgebreid moest worden tot bijvoorbeeld Irak, omdat enkel in Syrië chemische wapens werden gebruikt tegen de bevolking. In reeds drie gevallen was het regime van president Bashar al-Assad aangewezen als verantwoordelijke, maar ook Islamitische Staat had chemische wapens ingezet bij een aanval.
Rusland verwees naar het gevaar dat terreurgroepen chemische wapens zouden gebruiken, en vond daarom dat het mechanisme wel moest worden uitgebreid naar de regio. Ook mocht het mechanisme niet politiek worden uitgebuit om de Syrische regering te bekritiseren, maar moest het objectief doen waar het voor was opgezet. China en Frankrijk stelden dat de Veiligheidsraad eensgezind moest blijven, en hun geschillen inzake Syrië opzij moesten zetten voor wat deze kwestie betrof.
Japan was voorstander om het mechanisme na deze verlenging nog verder te verlengen, gezien zich nieuwe incidenten hadden voorgedaan.

## Achtergrond
In 2011 braken in navolging van andere Arabische landen ook in Syrië protesten uit tegen het regime. Dat regime van president Bashar al-Assad probeerde de protesten met harde hand neer te slaan, waarbij duizenden doden vielen. Eind 2011 stelde de Arabische Liga een vredesplan voor en stuurde waarnemers, maar dat plan mislukte. Van VN-kant werden verscheidene resoluties van de Veiligheidsraad geblokkeerd door Rusland en China. In februari 2012 werd voormalig VN-secretaris-generaal Kofi Annan aangesteld als bemiddelaar. Zijn plan hield een staakt-het-vuren in dat op 10 april 2012 moest ingaan, en waarop VN-waarnemers zouden toezien. Twee weken later werd hiertoe de UNSMIS-missie met 300 ongewapende militaire waarnemers opgericht. Op 21 augustus 2013 werden in een buitenwijk van Damascus chemische wapens gebruikt tegen de bevolking. Dat veroorzaakte wereldwijd verontwaardiging en onder meer de VS dreigden met een militair ingrijpen. Later werd met het Syrische regime overeengekomen dat de internationale gemeenschap Syriës chemische wapens mocht komen ophalen en vernietigen.

## Inhoud
Het onderzoeksteam van de OPCW onderzocht inmiddels nieuwe incidenten met chemische wapens in Syrië. Het gebruik hiervan werd nogmaals veroordeeld als een ernstige schending van het internationaal recht.
Het mandaat van het Gezamenlijk Onderzoeksmechanisme met de OPCW dat middels resolutie 2235 werd opgezet werd verlengd tot 18 november 2016.
Lijst ·  2260 ·  2261 ·  2262 ·  2263 ·  2264 ·  2265 ·  2266 ·  2267 ·  2268 ·  2269 ·  2270 ·  2271 ·  2272 ·  2273 ·  2274 ·  2275 ·  2276 ·  2277 ·  2278 ·  2279 ·  2280 ·  2281 ·  2282 ·  2283 ·  2284 ·  2285 ·  2286 ·  2287 ·  2288 ·  2289 ·  2290 ·  2291 ·  2292 ·  2293 ·  2294 ·  2295 ·  2296 ·  2297 ·  2298 ·  2299 ·  2300 ·  2301 ·  2302 ·  2303 ·  2304 ·  2305 ·  2306 ·  2307 ·  2308 ·  2309 ·  2310 ·  2311 ·  2312 ·  2313 ·  2314 ·  2315 ·  2316 ·  2317 ·  2318 ·  2319 ·  2320 ·  2321 ·  2322 ·  2323 ·  2324 ·  2325 ·  2326 ·  2327 ·  2328 ·  2329 ·  2330 ·  2331 ·  2332 ·  2333 ·  2334 ·  2335 ·  2336